# Lucas Petersson
Martin Lucas Petersson, född 23 juli 1870 i Södra Hestra församling, Jönköpings län, död där 25 september 1941, var en svensk hemmansägare, ombudsman och riksdagspolitiker (bondeförbundet).
Petersson var ledamot av riksdagens andra kammare från 1922 i valkretsen Jönköpings län.